# O giv oss, Herre, av den tro
O giv oss, Herre, av den tro är en psalm diktad av Ida Granqvist. Den trycktes i Svenska kyrkans missionstidning nr 6, 1902. Melodin är densamma som till O Gud, ditt rike ingen ser som är skriven 1553 av Burkhard Waldis.
Psalmen grundar sig på den paulinska treklangen tro, hopp och kärlek ur Kärlekens väg (1 Kor 13:13) och Kol 1:4–5.

## Publicerad i
- Den svenska psalmboken 1937 som nr 357 under rubriken "Trons vaksamhet och kamp".
- Den svenska psalmboken 1986 som nr 253 under rubriken "Förtröstan - trygghet".
- Den Finlandssvenska psalmboken 1986 som nr 326 under rubriken "Bön och förbön".